# BASARA
『BASARA』（バサラ）は、田村由美による漫画作品である。『別冊少女コミック』（小学館）において、1990年9月から1998年6月まで連載された。2012年12月時点で累計発行部数は1500万部を記録している。1993年に平成4年度（第38回）小学館漫画賞を受賞した。1998年にテレビアニメ化された。
文明崩壊後の日本を舞台にした架空戦記という、従来少年漫画の独擅場と思われていたジャンルでありながら、壮大なスケールのドラマを少女漫画らしいラブストーリーを絡めて描かれている。

## あらすじ
20世紀末。大いなる災いが起こり、地球は滅亡の危機を迎えた。人類は生き残ったものの世界の文明や科学は退化。国は昔のように王制が敷かれ、暴君が支配し人々は圧政に苦しんでいた。
それから300年後。日本は王家により京を中心とした4つの州に分けられ、未だその支配に苦しめられていた。
そんな中、山陰地方の白虎の村に双子の兄妹が誕生。兄であるタタラは国を救うと予言された「運命の子供」として、村の希望と期待を一身に集めていた。一方、妹である更紗は、常に「タタラの妹」としてしか見てもらえないことに寂しさを募らせていたが、優しい兄を始めとする家族や村のみんなに囲まれ明るく元気に暮らしていた。
しかし、2人が15歳になったある日、山陰地方を治める国王の末子「赤の王」の軍勢が、村に伝わる白虎の宝刀と「運命の子供」の存在を謀反とみなし村を急襲。タタラと村長である父が殺されてしまい、母はいずこかへ連れ去られてしまう。皆が絶望に沈む中、更紗はタタラの「わたしがいない時はお前がこの村を守るんだよ」という言葉を思い出し、髪を切ってタタラの振りをして立ち上がった。実は、予言された本当の「運命の子供」はタタラではなく更紗だったのだ。正体を隠し「運命の子供・タタラ」として生きることを決めた更紗は、白虎の宝刀を携えて赤の王を倒すべく旅に出る。それは白虎の宝刀と組になる朱雀・青龍・玄武の宝刀を探す旅であると共に、国王打倒を目指す仲間を集める旅でもあった。
しかし旅立ちに際し更紗は赤の王の捕虜となった幼馴染を助けようとするも、焦る気持ちと赤の王が襲撃を予測していたことから失敗、幼馴染を含めた捕虜たちは殺されてしまう。自身の弱さと力のなさを痛感した更紗は、タタラとして強くなろうと決意を新たにし、また共に国王と戦う仲間の必要性を認識する。
そんな道中、更紗として一人の青年・朱里と出会い心惹かれるようになるが、実はその青年こそが、父と兄を殺し村を滅ぼした元凶である赤の王だった。2人は「タタラ」と「赤の王」として互いを倒すと固く決意しながらも、更紗と朱里として互いの正体を知らずに絆を深め合ってゆく。
朱里は「赤の王」として西日本の統治を任された身であったが、実は生まれたとき「国王を脅かす者」と予言され、父王によって背に奴隷の焼き印を押された「忌み子」でもあった。王位簒奪を恐れる父王や後継者争いから兄たちに常に命を狙われており、故に心許せる者は少なく、いずれ父王を廃して自ら王となることを豪語し、豪気で冷酷な暴君ながらも領内では奴隷制を廃し、砂漠ばかりの領地を大事に思うため一部の民から慕われていた。しかし表立って国王軍と戦う姿勢を見せたことで、朱里に面従腹背していた野心的な部下に裏切られ、日本国王の支配を逃れた沖縄へ流れ着く。同じ頃、更紗も戦いの最中に痛めた目の治療のため沖縄に住む名医を訪ねて来ていた。二人は偶然から再会し、また旧時代から続く選挙制度で統治されている沖縄を見て衝撃を受ける。更紗は国王を廃した革命後の日本の在り方を見出し、日本国への従属を目論む派閥の陰謀を阻止。一方の朱里は沖縄で「赤の王」ではないただの青年として扱われる中、「赤の王」の地位や特権が父王から与えられただけのものと気付き、父王と真の意味で決別することを決意する。

## 世界観・用語

### 背景
20世紀末に大いなる禍が起こり世界は文明が崩壊し気候や地形まで変貌した。この作品の舞台である日本は東京は水没し九州、山陽地方は砂漠化している。文明レベルも戦国時代まで後退し各地の権力者が争っていたが、物語が始まる300年前に統一され京に都を置く王国になった（沖縄、東北地方の北部、北海道を除く）。京を中心に4つに州分けされそれぞれ国王の実子が押さえている。文明レベルも変わらず長年の悪政のため民衆は疲弊し幕末同様、近海には科学が進んだ欧州の船が多数出没し、植民地にされる危機があるにもかかわらず、その対応すらできない状態にある。

## 書誌情報
- 田村由美 『BASARA』 小学舘〈別コミフラワーコミックス〉、全27巻
  1. 1991年3月26日発売、ISBN 4-09-133621-3
  2. 1991年6月26日発売、ISBN 4-09-133622-1
  3. 1991年10月26日発売、ISBN 4-09-133623-X
  4. 1992年3月26日発売、ISBN 4-09-133624-8
  5. 1992年6月26日発売、ISBN 4-09-133625-6
  6. 1992年9月26日発売、ISBN 4-09-133626-4
  7. 1993年1月26日発売、ISBN 4-09-133627-2
  8. 1993年6月26日発売、ISBN 4-09-133628-0
  9. 1993年8月26日発売、ISBN 4-09-133629-9
  10. 1993年11月26日発売、ISBN 4-09-133630-2
  11. 1994年3月26日発売、ISBN 4-09-136011-4
  12. 1994年7月26日発売、ISBN 4-09-136012-2
  13. 1994年11月26日発売、ISBN 4-09-136013-0
  14. 1995年2月26日発売、ISBN 4-09-136014-9
  15. 1995年6月26日発売、ISBN 4-09-136015-7
  16. 1995年10月26日発売、ISBN 4-09-136016-5
  17. 1996年2月26日発売、ISBN 4-09-136017-3
  18. 1996年6月26日発売、ISBN 4-09-136018-1
  19. 1996年10月26日発売、ISBN 4-09-136019-X
  20. 1997年2月26日発売、ISBN 4-09-136020-3
  21. 1997年8月22日発売、ISBN 4-09-137281-3
  22. 1998年1月26日発売、ISBN 4-09-137282-1
  23. 1998年6月26日発売、ISBN 4-09-137283-X
  24. 1998年8月22日発売、ISBN 4-09-137284-8
  25. 1999年1月26日発売、ISBN 4-09-137285-6
  26. 1999年5月26日発売、ISBN 4-09-137286-4
  27. 2000年2月26日発売、ISBN 4-09-137287-2

- 田村由美 『BASARA』 小学舘〈小学館文庫〉、全16巻
  1. 2002年2月15日発売、ISBN 4-09-191431-4
  2. 2002年2月15日発売、ISBN 4-09-191432-2
  3. 2002年3月15日発売、ISBN 4-09-191433-0
  4. 2002年3月15日発売、ISBN 4-09-191434-9
  5. 2002年4月16日発売、ISBN 4-09-191435-7
  6. 2002年4月16日発売、ISBN 4-09-191436-5
  7. 2002年5月16日発売、ISBN 4-09-191437-3
  8. 2002年5月16日発売、ISBN 4-09-191438-1
  9. 2002年6月15日発売、ISBN 4-09-191439-X
  10. 2002年6月15日発売、ISBN 4-09-191440-3
  11. 2002年7月16日発売、ISBN 4-09-191441-1
  12. 2002年7月16日発売、ISBN 4-09-191442-X
  13. 2002年8月10日発売、ISBN 4-09-191443-8
  14. 2002年8月10日発売、ISBN 4-09-191444-6
  15. 2002年9月14日発売、ISBN 4-09-191445-4
  16. 2002年9月14日発売、ISBN 4-09-191446-2

## ラジオ番組
1997年4月5日 - 1998年4月3日、文化放送で『木村亜希子のBASARAナイト』(きむらあきこのバサラナイト)が更紗役の木村亜希子をMCにして始まり、その番組内でラジオドラマ『BASARA 茜の章』が放送された。キャストは翌年のアニメ版と同じ。更紗の身代わりで亡くなる兄タタラの生涯を描いた本編の前日譚となるストーリーとなる。のちCD化されている。
同番組ではネタコーナーも構成されていた。
同番組は文化放送（当時四谷スタジオ）での公開収録で構成され、初期は往復はがきでの募集が行なわれていたが、途中から自由参加に変更された。
番組のオープニング使用曲は渡辺貞夫の「POGO」（本番組の同時期、日本テレビ『ルックルックこんにちは』のテーマ曲としても使用）が使用されていた。そのほかリスナーのことは「バサだち」（バサラ友達の略）と称されていた。
本番組終了後、同年4月13日から10月5日にかけて月曜 1:00 - 1:30（日曜深夜）枠にて『木村亜希子の恋愛候補生EAST』（きむらあきこのれんあいこうほせいイースト）が放送された。本番組の公開収録での構成は同番組に引き継がれた。

### 放送時間
- 土曜日 2:30 - 3:00（金曜深夜）

| 文化放送 土曜 2:30 - 3:00枠（金曜深夜） | 文化放送 土曜 2:30 - 3:00枠（金曜深夜）                  | 文化放送 土曜 2:30 - 3:00枠（金曜深夜） |
| 前番組                                  | 番組名                                                   | 次番組                                  |
| --------------------------------------- | -------------------------------------------------------- | --------------------------------------- |
| 小森まなみのエールを君に                | 木村亜希子のBASARAナイト （1997年4月5日 - 1998年4月3日） | ToHeart ※ラジオ大阪制作                 |

関連項目
- 文化放送A&Gゾーン

## テレビアニメ
原作コミック1巻から7巻にあたる内容が、『LEGEND OF BASARA』（レジェンド オブ バサラ）のタイトルで1998年にアニメ化された。現時点で判明している史上初のUHFアニメとされる。

### スタッフ
- 企画 - 辻本吉昭、高村眞章
- 監督 - 高本宣弘
- シリーズ構成 - 小山高生
- シナリオ協力 - ぶらざあのっぽ
- キャラクターデザイン・総作画監督 - 清水恵蔵
- サブキャラクターデザイン - 門之園恵美、つなきあき
- 美術監督 - 小林七郎
- 色彩設計 - 高石峯子
- 撮影監督 - 白井久男
- 音響監督 - 高橋剛
- 音響プロデューサー - 飯塚康一
- 音楽 - 安西史孝、大森俊之
- チーフプロデューサー - 尾川匠
- プロデューサー - 浅賀孝郎、寺崎孝
- アニメーションプロデューサー - 岩川広司
- アニメーション制作/製作 - ケイエスエス

### 主題歌
「endless loop」
オープニングテーマ。作詞はKAZUSHI、作曲はRIKA、編曲はROUAGE + 西平彰、歌はROUAGE。
「プルメリアの咲く場所へ」
エンディングテーマ。作詞・作曲・歌は中山加奈子、編曲は佐久間正英と中山加奈子。

### 各話リスト
| 話数 | サブタイトル  | 脚本       | 絵コンテ          | 演出         | 作画監督                   |
| ---- | ------------- | ---------- | ----------------- | ------------ | -------------------------- |
| 1    | 運命の少年    | 小山高生   | 高本宣弘          | 高本宣弘     | 鈴木大司                   |
| 2    | 宿敵! 赤の王  | 小山高生   | さかいあきお      | 中野頼道     | 岡千家子                   |
| 3    | 襲撃          | 小山高生   | 下司泰弘          | 下司泰弘     | 松岡秀明                   |
| 4    | 試練の闇      | 小山高生   | さかいあきお      | 中野頼道     | 岡千家子                   |
| 5    | 朱雀の羅生    | 小山高生   | 岩崎良明          | 岩崎良明     | つなきあき                 |
| 6    | 紅蓮の炎      | 小山高生   | 高本宣弘 下司泰弘 | 下司泰弘     | 松岡秀明 鈴木大司 田野光男 |
| 7    | 死の踊り      | 小山高生   | さかいあきお      | さかいあきお | 岡千家子                   |
| 8    | 新たな絆      | 小山高生   | 玉野陽美          | 玉野陽美     | つなきあき                 |
| 9    | 国のまほろば  | 細井能道   | 鹿島典夫          | 沙々野紀世利 | 鈴木大司                   |
| 10   | 桜島噴火      | 久保田雅史 | 菊池一仁          | 小野勝巳     | 中田雅夫                   |
| 11   | 四道死す      | 細井能道   | 玉野陽美          | 玉野陽美     | つなきあき                 |
| 12   | 群青の浅葱    | 久保田雅史 | 佐藤雄三          | 高瀬節夫     | 岡千家子                   |
| 13   | 再会、そして… | 細井能道   | 沙々野紀世利      | 沙々野紀世利 | 松下純子 前沢弘美          |

### 放送局
| 放送地域 | 放送局           | 放送期間                | 放送日時           | 放送区分       | 備考  |
| -------- | ---------------- | ----------------------- | ------------------ | -------------- | ----- |
| 兵庫県   | サンテレビ       | 1998年04月2日 - 6月25日 | 木曜 24:35 - 25:05 | 独立UHF局      |       |
| 神奈川県 | TVK              | 1998年                  |                    | 独立UHF局      |       |
| 千葉県   | 千葉テレビ       | 1998年                  |                    | 独立UHF局      |       |
| 埼玉県   | テレビ埼玉       | 1998年04月 - 6月        | 日曜 24:00 - 24:30 | 独立UHF局      | [ 3 ] |
| 京都府   | KBS京都          | 1998年                  |                    | 独立UHF局      |       |
| 愛知県   | テレビ愛知       | 1998年                  |                    | テレビ東京系列 |       |
| 福岡県   | TXN九州          | 1998年                  |                    | テレビ東京系列 |       |
| 北海道   | テレビ北海道     | 1998年4月2日 - 6月25日  | 木曜 25:30 - 26:00 | テレビ東京系列 |       |
| 広島県   | 広島ホームテレビ | 1998年                  |                    | テレビ朝日系列 |       |
| 静岡県   | 静岡放送         | 1998年                  |                    | TBS系列        |       |
| 新潟県   | 新潟放送         | 1998年                  |                    | TBS系列        |       |

UHFアニメの草創期から1999年ごろまでは、このパターンで固定されていた。

## 舞台

### 舞台「BASARA」
2012年12月12日から12月16日までの間、全労済ホールスペース・ゼロにて原作コミック1巻から4巻までの内容が公演された。

#### キャスト
- 更紗 - 高月彩良
- 朱理 - 相馬圭祐
- 揚羽 - 久保田悠来
- ハヤト - 聖也
- 四道 - 天野浩成
- 千手姫 - 杏さゆり
- ナギ - 寿里
- 茶々 - 藤林美沙
- 座木 - 井上賢嗣
- 角じい - 加藤靖久
- 錵山 - 軍司眞人
- 柚香 - 篠原愛実
- 飛車 - 柄谷吾史
- 亜相 - 飯泉学

ほか

#### スタッフ
- 原作 : 田村由美（小学館文庫刊）
- 脚本・演出 : 吉谷光太郎
- 美術 : 泉真
- 音楽 : tak
- 音響 : 秀島正一
- 照明 : 大塚之英
- 衣装 : 木村春子
- 舞台監督 : 白石定
- キャラクター・V・アドバイザー : 馮啓孝
- ヘアメイクデザイン : 井村祥子
- プロデューサー : 和田小太郎

ほか

### 舞台「BASARA 第2章」
2014年1月9日から1月14日までの間、シアター1010にて続編原作として関東編、紀州編が公演された。

#### 第2章 キャスト
- 更紗 - 高月彩良
- 朱理 - 相馬圭祐
- 揚羽 - 鮎川太陽
- 浅葱 - 染谷俊之
- ハヤト - 聖也
- 那智 - 小笠原健
- 聖 - 土井一海
- ナギ - 寿里
- 雷蔵 - 滝川英治
- 茶々 - 赤井沙希
- 錵山 - 笠原竜司
- 座木 - 井上賢嗣
- 角じい - 加藤靖久
- 千草 - 田中良子
- 亜相 - 飯泉学
- 飛車 - 水野大

ほか

#### 第2章 スタッフ
- 原作 : 田村由美（小学館文庫刊）
- 脚本 : 吉谷光太郎
- 演出 : 奥村直義（BQMAP）
- 美術 : 泉真
- 音楽 : tak（SounDive Orch.）
- 音響 : 中村成志(SoundGimmick)
- 照明 : 大塚之英（ストーリー・レーン）
- 衣裳協力 : チャコット
- 舞台監督 : 赤坂有紀子
- キャラクター・V・アドバイザー : 馮啓孝
- ヘアメイクデザイン : 井村祥子(アトリエレオパード)
- プロデューサー : 杉田智彦

### 舞台「BASARA外伝～KATANA 虹の話ー銀杏ー」
2019年1月25日から1月28日までの間、紀伊國屋ホールにて単行本26巻に収められている外伝のエピソードが公演された。

#### 外伝 キャスト
- タラ - 田中美麗
- 羅生 - 布川隼汰
- 玄象 - 土井一海
- 鍋蔵 - 山内圭輔
- 獅子王 - 水谷美月
- 雪子 - 大島涼花
- 更紗 - 生田輝
- 朝彦 - 及川洸
- 赤目 - 輝海
- 青目 - 佐藤慎亮
- 夕 - 中西裕胡
- アイリス - 菊永あかり
- アケビ - 東別府夢
- コケモモ - 橋本彩花
- 雷蔵 - 真嶋真紀人
- ハヤト - 氏家洸
- 堺屋 - 小松健太
- 多聞 - 祐村要
- ほか

#### 外伝 スタッフ
- 原作 : 田村由美（小学館文庫刊）
- 脚本・演出 : 奥村直義（BQMAP）

### 舞台「BASARA」（2022年版）
2022年1月13日から23日まで、シアターサンモールにて上演。揚羽役の久保田悠来が演出を務めた。

#### 2022年版キャスト
- 更紗 - 田中珠里
- 朱理 - 宇野結也
- ナギ - 岩永徹也
- ハヤト - 野口準
- 千手姫 - 上西恵 / 田中美麗（Wキャスト）
- 茶々 - 原あや香 / 相沢菜々子（Wキャスト）
- 座木 - 熊沢学 / 北村海（Wキャスト）
- 角じい - ナカヤマムブ
- 錵山将軍 - 阿見201
- 四道 - 細貝圭
- 揚羽 - 瀬戸祐介 / 久保田悠来（Wキャスト）
- 柿澤ゆりあ
- 真嶋真紀人
- 小泉丞
- 岩瀬拓光
- 山本佳志
- 茶谷優太
- 山下凌
- 藤田笑美
- 大澤えりな
- 櫻井結衣

#### 2022年版スタッフ
- 原作 - 田村由美
- 脚本 - 吉谷光太郎、奥村直義
- 演出 - 久保田悠来

## メディアミックス一覧
1988年にVHSが、2002年にはDVDがともにケイエスエスから発売されている。
VHS
- BASARA 序章 誕生! ジパング伝説 1998年3月27日
- LEGEND OF BASARA

1. 運命の少年（1998年7月24日）
2. 宿敵! 赤の王（1998年8月21日）
3. 襲撃（1998年8月21日）
4. 試練の闇（1998年9月25日）
5. 朱雀の羅生（1998年9月25日）
6. 紅蓮の炎（1998年10月23日）
7. 死の踊り（1998年10月23日）
8. 新たな絆（1998年11月27日）
9. 国のまほろば（1998年11月27日）
10. 桜島噴火（1998年12月18日）
11. 四道死す（1998年12月18日）
12. 群青の浅葱（1999年1月22日）
13. 再開、そして…（1999年1月22日）

DVD
- LEGEND OF BASARA

1. 第1話 - 第5話（2002年7月26日）
2. 第6話 - 第10話（2002年8月23日）
3. 第11話 - 第13話（2002年9月27日）

サントラCD
マーキュリー・ミュージックエンタテインメントから 1998年6月24日に発売
- LEGEND OF BASARA-オリジナル・サウンドトラック

収録曲
1. 予言
2. endless loop (TVサイズ・ヴァージョン)
3. BASARA メインテーマ
4. 重い影
5. やわらかな時
6. プルメリアの咲く場所へ (アレンジ・ヴァージョン)
7. 決意〜タタラ
8. 侵略者
9. バタフライ一座
10. 戦場
11. 蒼い幻想
12. 激闘〜戦士たち
13. 疾風〜朱理〜
14. 惹かれあう魂
15. endless loop (アレンジ・ヴァージョン)
16. 哀しみは深く
17. 終結する力
18. 勝利へ
19. 想いは何処へ…
20. プルメリアの咲く場所へ (TVサイズ・ヴァージョン)

オリジナル・イメージ・ビデオ
小学館・ポニーキャニオン
- BASARA 第38回小学館漫画賞受賞記念 1993年8月20日

1. オープニング ジパング伝説
2. 運命の子供 決心
3. 赤の王 火炎（ほのお）のように
4. 出会い ガラスのかけら
5. 四道 時代のシグナル
6. 再会 海へ(インストゥメンタル)
7. 自然
8. エンディング 海へ
9. たむらむたいむ 新橋のアニメ

CDアルバム
『BASARA』のイメージソング集、小学館・ポニーキャニオン
- 別冊少女コミックCDブック BASARA 1993年8月20日

1. ジパング伝説〜序章〜
2. 決心（歌:MICA / 作詞:小峰公子 / 作曲・編曲:高野ふじお）
3. 自然（作曲・編曲:はい島邦明）
4. 火炎（ほのお）のように －朱理のテーマ－（歌:石原慎一 / 作詞:松本花奈 / 作曲・編曲:寺嶋民哉）
5. 時代のシグナル（作曲・編曲:はい島邦明）
6. 揚羽（作曲・編曲:はい島邦明）
7. 海へ －茶々のテーマ－（歌:国分友里恵 / 作曲・編曲:寺嶋民哉）
8. 海賊（作曲:高野ふじお / 編曲:小野崎孝輔）
9. SHI・N・BA・SHI（作曲・編曲:高野ふじお）
10. ガラスのかけら（歌:MICA / 作詞:小峰公子 / 作曲・編曲:寺嶋民哉）
11. パイパティローマ〜理想郷〜（歌:持田明美 / 作詞:松本花奈 / 作曲・編曲:寺嶋民哉）
12. ジパング伝説（作曲:高野ふじお / 編曲:小野崎孝輔）

- 予約特典CDシングル
  1. ドラマ BASARA 〜イメージビデオ「BASARA」より
  2. 決心 <カラオケ>
  3. 火炎（ほのお）のように <カラオケ>
  4. 海へ <カラオケ>

ドラマCD
小学館
- 別冊少女コミックCDブック BASARA外伝TATARA 1994年9月10日

ラジオドラマCD
ケイエスエス
- BASARA 茜の章1 運命の子供 1997年12月19日
- BASARA 茜の章2 運命の流転 1998年2月27日

小説
- BASARA（吉田鴫）KSS COMIC NOVELS・KSS出版

1. 1998年7月 ISBN 4-87709-219-6
2. 1998年8月 ISBN 4-87709-223-4
3. 1998年9月 ISBN 4-87709-224-2
4. 1998年10月 ISBN 4-87709-225-0
5. 1998年11月 ISBN 4-87709-226-9
6. 1999年2月 ISBN 4-87709-227-7

CD-ROM
デスクトップ・アクセサリ（デスクトップ環境の装飾ソフトウェア）小学館
- BASARA CD-ROM BASAROM 1999年1月26日

## 同人誌「BASARAN」
著者本人による同人誌が、番外編として発行された。
1. BASARAN 「BASARA」特別幕の内
2. BASARAN 2 お笑い風味 「BASARA」特別幕の外
3. BASARAN 3 納涼紅白歌合戦 「BASARA」終了記念
4. BASARAN 4 FINAL 「BASARA」完全終了記念